# Franz Egon von Fürstenberg (Politiker)
Franz Egon Reichsfreiherr von Fürstenberg (* 11. Juli 1842 auf Schloss Körtlinghausen; † 7. April 1909 in Bonn) war ein deutscher Rittergutsbesitzer und Politiker aus dem westfälischen Adelsgeschlecht Fürstenberg.

## Leben
Von Fürstenberg war der Sohn des Rittergutsbesitzers Johann Friedrich Wilhelm Walpurgis von Fürstenberg (* 25. Oktober 1799 auf Schloss Herdringen; † 14. August 1846 auf Schloss Körtlinghausen) und dessen Ehefrau Sophie geborene Gräfin von und zu Hoensbroech (* 23. Juli 1802; † 13. September 1880 in Münster). Er war katholisch und heiratete am 6. Juni 1871 Berthe Gräfin von Machant und Ansembourg (* 16. August 1850 in St. Josse ten Noode; † 14. August 1907 auf Schloss Gimborn).
Von Fürstenberg schlug die Militärlaufbahn ein und stieg zum Rittmeister auf. Etwa 1874 schied er aus dem Dienst aus und lebte als Gutsbesitzer auf Schloss Gimborn. Dieses landtagsfähige Gut hatte er am 1. Juni 1874 erworben. Als Besitzer eines solchen Gutes war man im Stand der Ritterschaft für den Provinziallandtag der Rheinprovinz wählbar, wenn man dieses Gut bereits 10 Jahre besessen hatte. Mit AKO vom 25. März 1875 wurde ein Dispens von dieser 10-Jahresfrist verordnet, so dass er direkt wählbar war. Von 1874 bis 1879 war er stellvertretender Abgeordneter im Provinziallandtag der Rheinprovinz und wurde 1875 und 1879 in den Landtag einberufen und nahm an den Verhandlungen teil. Danach war er von 1881 bis 1888 selbst Abgeordneter. Seine politische Position wurde von der Regierung als „ultramontan aber königstreu“ bewertet. Daneben war er Kreisdeputierter und Mitglied der Landwirtschaftskammer der Rheinprovinz.